# 洛泽尔维尔
洛泽尔维尔（法語：Lauzerville，法語發音：[lozɛʁvil]）是法国上加龙省的一个市镇，属于图卢兹区。

## 地理
洛泽尔维尔（43°33'21"N, 1°33'55"E）面积3.46 平方千米，位于法国奧克西塔尼大區上加龙省，该省份为法国西南部内陆省份，西南端与西班牙接壤，自此顺时针与上比利牛斯省、热尔省、塔恩-加龙省、塔恩省、奥德省和阿列日省接壤。
与洛泽尔维尔接壤的市镇（或旧市镇、城区）包括：坎特-丰瑟格里沃、艾格尔弗耶、欧济耶勒、圣富瓦代格尔弗耶、圣奥朗斯-德加姆维尔。

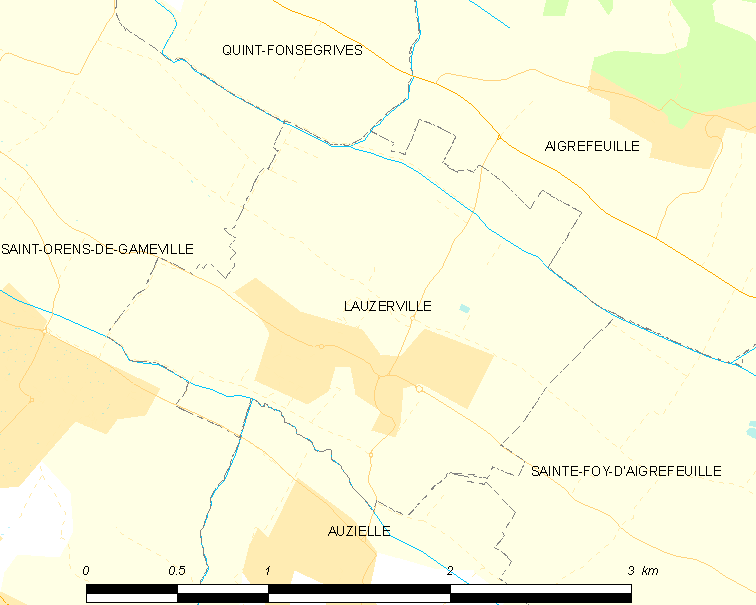
洛泽尔维尔的OSM定位图

洛泽尔维尔的时区为UTC+01:00、UTC+02:00（夏令时）。

## 行政
洛泽尔维尔的邮政编码为31650，INSEE市镇编码为31284。

## 政治
洛泽尔维尔所属的省级选区为埃斯卡尔康斯县。

## 人口

1962-2008年间洛泽尔维尔人口变化图示

洛泽尔维尔于2022年1月1日时的人口数量为1606人。